# Scikit-image
scikit-image (ehemals scikits.image) ist eine freie Software-Bibliothek zur Bildverarbeitung für die Programmiersprache Python. Sie enthält Algorithmen für Segmentierung, geometrische Transformationen, Farbraummanipulation, Analyse, Filterung, Morphologie, Feature-Erkennung und mehr. Sie basiert als SciKit (Kurzform für SciPy Toolkit), wie beispielsweise auch Scikit-learn, auf den numerischen und wissenschaftlichen Python-Bibliotheken NumPy und SciPy.

## Implementierung
Scikit-image ist weitgehend in Python geschrieben. Einige Kernalgorithmen wurden aus Performancegründen in Cython realisiert.

## Beispiel
In diesem Beispiel wird ein Schachbrettmuster data.checkerboard() erzeugt und anschließend mit einer affinen Abbildung verzerrt. Nachdem noch weitere Elemente dem Bild hinzugefügt worden sind, werden Eckpunkte mit Hilfe des Harris Corner Detectors, eines Interest-Operators, ermittelt.
```
from
 
matplotlib
 
import
 
pyplot
 
as
 
plt

from
 
skimage
 
import
 
data

from
 
skimage.feature
 
import
 
corner_harris
,
 
corner_subpix
,
 
corner_peaks

from
 
skimage.transform
 
import
 
warp
,
 
AffineTransform

from
 
skimage.draw
 
import
 
ellipse

# Wir erzeugen eine Affine Abbildung des Schachbrettmusters data.checkerboard()

tform
 
=
 
AffineTransform
(
scale
=
(
1.3
,
 
1.1
),
 
rotation
=
1
,
 
shear
=
0.7
,
 
translation
=
(
210
,
 
50
))

image
 
=
 
warp
(
data
.
checkerboard
(),
 
tform
.
inverse
,
 
output_shape
=
(
350
,
 
350
))

# Ellipse zeichnen

rr
,
 
cc
 
=
 
ellipse
(
310
,
 
175
,
 
10
,
 
100
)

image
[
rr
,
 
cc
]
 
=
 
1

# zwei Rechtecke zeichnen

image
[
180
:
230
,
 
10
:
60
]
 
=
 
1

image
[
230
:
280
,
 
60
:
110
]
 
=
 
1

# Mit Hilfe des Harris Corner Detectors Eckpunkte ermitteln

coords
 
=
 
corner_peaks
(
corner_harris
(
image
),
 
min_distance
=
5
)

coords_subpix
 
=
 
corner_subpix
(
image
,
 
coords
,
 
window_size
=
13
)

fig
,
 
ax
 
=
 
plt
.
subplots
()

ax
.
imshow
(
image
,
 
interpolation
=
'nearest'
,
 
cmap
=
plt
.
cm
.
gray
)

ax
.
plot
(
coords
[:,
 
1
],
 
coords
[:,
 
0
],
 
'.b'
,
 
markersize
=
3
)

ax
.
plot
(
coords_subpix
[:,
 
1
],
 
coords_subpix
[:,
 
0
],
 
'+r'
,
 
markersize
=
15
)

ax
.
axis
((
0
,
 
350
,
 
350
,
 
0
))

plt
.
show
()

```